# ドーン・リン
ドーン・リン（英: Dawn Lyn Nervik、1963年1月11日 - ）は、アメリカ人の俳優。

## 来歴
ロサンゼルス生まれ。兄Leif Garrttとともに4歳から15歳まで子役として活躍。 1967年4歳の時、西部劇Cry Blood, Apacheでデビュー。テレビの長編シリーズとなったMy three Sons にDodie Douglas役として活躍した。その後有名なテレビシリーズとなったAdam-12, Emergency!, Marcus Welby, M.D., Bamaby Jones そして Gunsmokeなどに出演した。 1971年西部劇映画 新ガンヒルの決闘でグレゴリーペックの知らずに生き別れていた娘役を好演した。